# Spárga (kötözőeszköz)

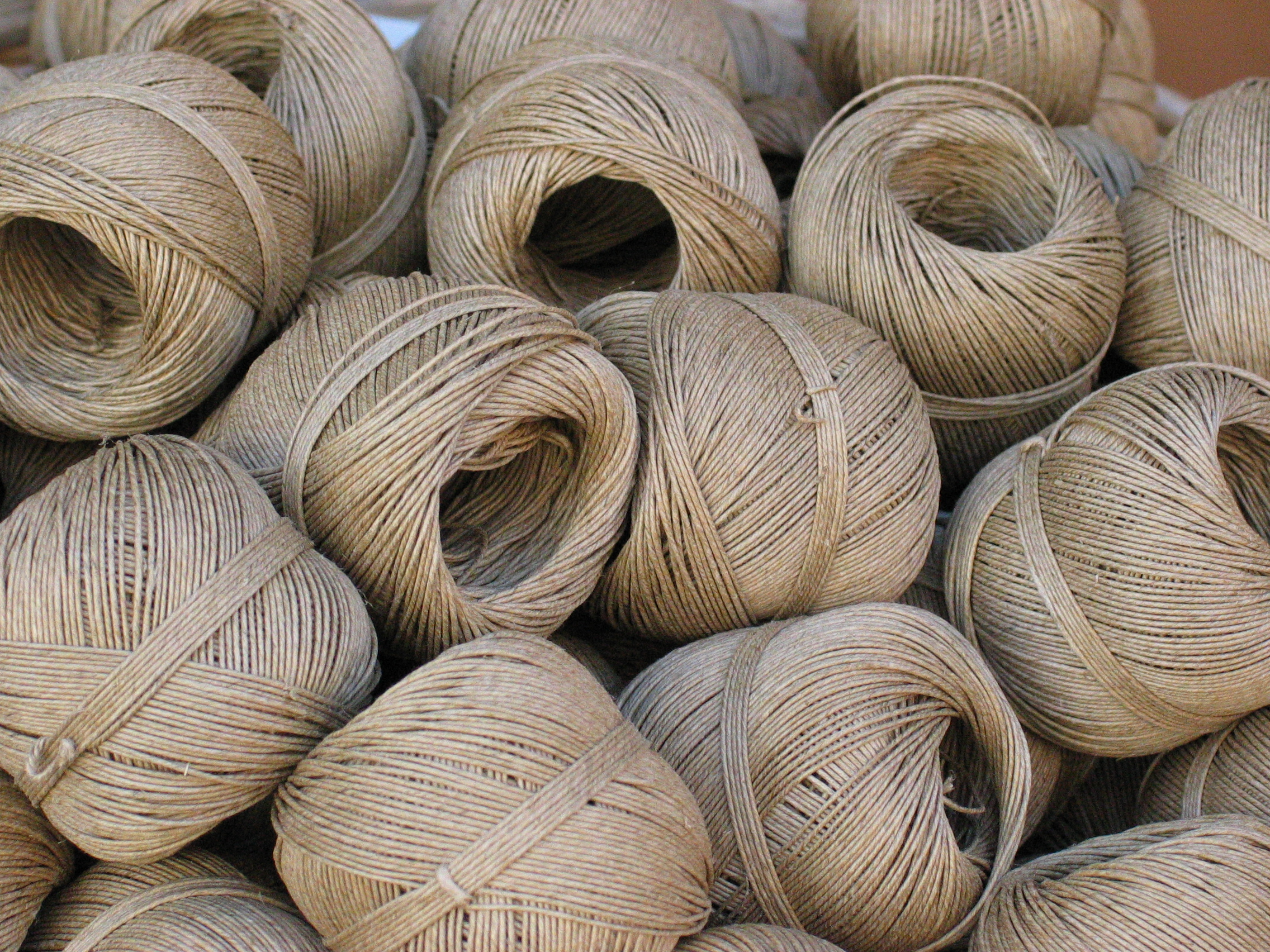
Spárgagombolyagok

A spárga (madzag vagy zsineg) több (2–4) fonalból sodort kötözőeszköz. Mint termék, a rövidáruk közé tartozó textília. (Szerkezetét tekintve tkp. „cérna”, mert a textilipari szaknyelvben a cérna két vagy több fonal összesodrásával létrehozott termék. A kötéllel ellentétben a spárga csak egyszeres cérna, mert csak egyágú fonalak összesodrásával készül.) A spárga általában rostnövények (kender, szizál, rafia, juta, kókusz) rostjaiból font fonalakból, újabban keskeny műanyag-fóliacsíkokból is készül. Konyhai használatra, dekorációs célra pamutból is készítenek zsineget.
A rostszálakból készített spárga felületét keményítőt tartalmazó anyaggal vonják be, simítják és fényesítik. A felhasználási célnak megfelelően különböző vastagságú (1–3 mm) és szakítóerejű (10–80 kg) spárgákat gyártanak. Általában 100–500 g tömegű gombolyagban, esetleg csévéken vagy matringban hozzák forgalomba.
Azon kívül, hogy a spárgát egyszerű háztartási, kereskedelmi és mezőgazdasági kötözőanyagként használják, fontos szerepe van az élelmiszeriparban és a dohányiparban is. Makramé készítéséhez 3–4 fonalágból készített szép fényű, nagyon jó tartású, egyenletes vastagságú és puhaságú pamutzsinórt használnak, ami szerkezetét tekintve megegyezik a spárgával.

A szó olasz eredetű, az alapszó: spago. A szó átvételekor még a magyar megfelelő is „spágó” volt, de tréfálkozva még ma is mondjuk: „spagóca”. Ez a szó kapcsolódott össze később a „spárga” nevű növény nevével – talán azt hitték, ennek rostjaiból készült. Az eredeti spago szó kicsinyítőképzős spagetto alakja egy másik szóval is megajándékozta nyelvünket: ebből lett a „spagetti” tészta neve.

## Macskabölcső

Macskabölcső

Kurt Vonnegut Macskabölcső (1963) című regényének címe egy spárgával a kézen játszható, szerte a világon ismert játékra utal.

Dr. A.C. Haddon és Dr. W.H.R. Rivers antropológusok ennek a pihentető és a kreativitást fejlesztő matematikai játéknak leírására egy külön nyelvet fejlesztettek ki.

## Jó tudni
- A csöpögő csapot hangtalanná tehetjük, ha egy spárgát kötözünk rá úgy, hogy azon a víz lefolyik.[8]
- Ha be akarunk valamit csomagolni, akkor a levágandó papír méretét egy spárga segítségével mérhetjük le a becsomagolandó tárgyról.[8]